# Institut national de la recherche scientifique
Pour les articles homonymes, voir INRS.
L'Institut national de la recherche scientifique (INRS) est le seul établissement universitaire au Québec dédié exclusivement à la recherche de haut niveau et à la formation aux 2e et 3e cycles. Créé en 1969 par le Gouvernement du Québec, l'INRS est composé de quatre centres de recherche situés à  Montréal, à Québec, à Laval et à Varennes.
Première université au Canada pour son intensité en recherche de 2018 à 2023,,, l’INRS rassemble 150 professeurs et près de 1500 étudiants, stagiaires postdoctoraux et membres du personnel répartis entre ses différents établissements.
L'INRS est une des dix composantes du réseau de l'Université du Québec. Le siège social de l'INRS est situé au 490, rue de la Couronne au centre-ville de Québec, en face de la Place de l'Université-du-Québec. Son directeur général actuel est Luc-Alain Giraldeau, nommé en 2017, et dont le mandat a été renouvelé en 2022 par le Conseil des ministres.
Depuis sa fondation, l'INRS a décerné plus de 3 600 diplômes de 2e et 3e cycles, et plus de 40 doctorats honoris causa à des personnalités majeures du monde universitaire, professionnel et scientifique, parmi lesquelles figurent Rémi Quirion, scientifique en chef du Québec ; Donna Strickland, physicienne canadienne récipiendaire du prix Nobel de physique en 2018 ; ou encore Steve MacLean, président de l'Agence spatiale canadienne de 2008 à 2013.

## Centres de recherche
L'Institut national de la recherche scientifique est composé de quatre centres :
- Centre Armand-Frappier Santé Biotechnologie, situé à Laval, qui contribue aux efforts québécois de recherche et de transfert technologique dans le domaine de la santé humaine, animale et environnementale ;
- Centre Eau Terre Environnement, situé dans la ville de Québec, qui se consacre à la protection, la conservation et la mise en valeur des ressources hydriques et terrestres ;
- Centre Énergie Matériaux Télécommunications, situé à Varennes et Montréal, qui constitue un pôle d’excellence en recherche, innovation et formation dans les domaines des matériaux de pointe, des nanotechnologies, de la photonique, des télécommunications et de l'énergie durable ;
- Centre Urbanisation Culture Société, situé à Montréal et Québec, qui se consacre aux études urbaines, à la culture, à l'action publique et aux sciences sociales.

Un nouveau centre est en cours de développement. Le Centre de recherche pour des ruralités durables, qui sera situé à Baie-Saint-Paul, se livrera à des thématiques interdisciplinaires portant sur les questions et les réalités de la rurales. Les enjeux prioritaires du centre seront donc l'interconnectivité des systèmes, réseaux et communautés, la gestion intégrée des services, activités et territoires, et la multifonctionnalité des espaces, territoires et activités.

## Chaires, groupes et réseaux
La mission de recherche de l’INRS est orientée vers le développement culturel, économique et social du Québec. En ce sens, les professeurs des quatre centres de recherche et de formation thématiques, multidisciplinaires et sectorielles constituant l’INRS travaillent en collaboration avec des partenaires des secteurs public, parapublic et privé.
Plusieurs professeurs de l'INRS sont responsables de groupes et de réseaux de recherche ou titulaires de chaires rassemblant des scientifiques d’ici et d’ailleurs reconnus pour leurs expertises.
L'INRS a par ailleurs développé différents programmes bidiplômants avec des universités étrangères, parmi lesquelles l'Université de Bordeaux en France, l'Université de Reykjavik en Islande ou encore l’Institut supérieur des hautes études en développement durable (ISHÉDD) au Maroc.